# Bodoc
Bodoc es una comuna ubicada en el distrito de Covasna, Rumania.

## Superficie
Posee una superficie de 77,62 kilómetros cuadrados.

## Demografía
Hasta 2021 la población era de 2481 habitantes, con una densidad de población de 31,96 habitantes por kilómetro cuadrado.